# 中山西路街道 (宝鸡市)
中山西路街道，是中华人民共和国陕西省宝鸡市金台区下辖的一个乡镇级行政单位。

## 行政区划
中山西路街道下辖以下地区：
东门口社区、新维巷社区、南门口社区、长青村和胜利村。
截止和2020年下辖 4个社区、2个村:
东门口社区、新维巷社区、南门口社区、长青社区、胜利村、金台村